# Hymetta anthisma
Hymetta anthisma är en insektsart som beskrevs av Mcatee 1919. Hymetta anthisma ingår i släktet Hymetta och familjen dvärgstritar. Inga underarter finns listade i Catalogue of Life.